# Rhamno-Prunetea
Rhamno-Prunetea Goday et Garb. 1961 — выделяемый рядом исследователей класс лесной растительности. Включает с себя единственный порядок Prunetalia spinosae, диагностические виды которого совпадают с диагностическими видами класса. Большинство исследователей этот класс не выделяют, а порядок Prunetalia spinosae относят к классу Querco-Fagetea.
В класс Rhamno-Prunetea выделяется лесная растительность, представленная кустарниками. С флористической точки зрения она имеет мало отличий от собственно лесной растительности, относимой к классы Querco-Fagetea.
Лесные сообщества, относимые к данному классу, встречаются на территории Украины и России.